# 2-а Сергіївка
2-а Сергіївка (рос. 2-я Сергеевка) — присілок в Касторенському районі Курської області Російської Федерації.
Населення становить 3 особи. Входить до складу муніципального утворення Єгор'євська сільрада.

## Історія
Населений пункт розташований на території українського етнічного та культурного краю Східна Слобожанщина.
Від 2004 року входить до складу муніципального утворення Єгор'євська сільрада.

## Населення
1. Н/Д[2]